# Namaquacapsus
Namaquacapsus is een geslacht van wantsen uit de familie van de Miridae (Blindwantsen). Het geslacht werd voor het eerst wetenschappelijk beschreven door Schuh in 1974.

## Soorten
Het genus is monotypisch en bevat alleen de volgende soort:

- Namaquacapsus melanostethoides Schuh, 1974